# Kerivoula
Kerivoula és un gènere de ratpenats de la família dels vespertiliònids. Són també anomenats «ratpenats pintats».
Les espècies d'aquest gènere estan àmpliament distribuïdes des de Sud-àfrica, passant per l'Índia i el sud d'Àsia, fins Nova Guinea i el nord-est d'Austràlia.

## Taxonomia
Se n'han descrit les següents:
- Ratpenat pilós de Tanzània (Kerivoula africana) (Dobson, 1878)
- Ratpenat pilós de Louisiade (Kerivoula agnella) (Thomas, 1908)
- Ratpenat pilós de Damara (Kerivoula argentata) (Tomes, 1861)
- Ratpenat pilós de coure (Kerivoula cuprosa) (Thomas, 1912)
- Ratpenat pilós d'Etiòpia (Kerivoula eriophora) (Heuglin, 1877)
- Ratpenat pilós de Flores (Kerivoula flora) (Thomas, 1914)
- K. furva
- Ratpenat pilós de Hardwicke (Kerivoula hardwickii) (Horsfield, 1824)
- Ratpenat pilós intermedi (Kerivoula intermedia)
- Kerivoula kachinensis[2] (Bates et al., 2004)
- Kerivoula krauensis[3]
- Ratpenat pilós petit (Kerivoula lanosa) (A. Smith, 1847)
- Kerivoula lenis (Thomas, 1916)
- Ratpenat pilós pigmeu (Kerivoula minuta) (Miller, 1898)
- Ratpenat pilós del riu Fly (Kerivoula muscina) (Tate, 1941)
- Ratpenat pilós de l'arxipèlag de Bismarck (Kerivoula myrella) (Thomas, 1914)
- Ratpenat pilós de Java (Kerivoula papillosa) (Temminck, 1840)
  - Kerivoula papillosa malayana (Chasen, 1940)
  - Kerivoula papillosa papillosa (Temminck, 1840)
- Ratpenat pilós d'ales clares (Kerivoula pellucida) (Waterhouse, 1845)
- Ratpenat pilós de Spurrell (Kerivoula phalaena) (Thomas, 1912)
- Ratpenat pilós pintat (Kerivoula picta) (Pallas, 1767)
  - Kerivoula picta bellissima (Thomas, 1906)
  - Kerivoula picta picta (Pallas, 1767)
- Ratpenat pilós nan (K. pusilla)
- Ratpenat pilós de Smith (Kerivoula smithii) (Thomas, 1880)
- Kerivoula titania[4] (Bates et al., 2007)
- Ratpenat pilós de Whitehead (Kerivoula whiteheadi)